# Óperencia
Az Óperencia, illetve az Óperenciás-tenger nagyon távoli, ismeretlen helyet, „a világ szélét” jelentő népmesei kifejezés. Általában az Óperencia egy mesebeli országot, az Óperenciás-tenger az ismert és az ismeretlen világ határát – átvitt értelemben a valóság és a fikció határát – jelöli, legtöbbször „az Óperenciás-tengeren is túl” kifejezésben fordul elő mint mesekezdő formula. Eredetének és jelentésének magyarázatára többféle elképzelés ismert, a jelenleg rendelkezésre álló források alapján azonban kétséget kizáróan egyik se igazolható. Az Óperencia szó használatáról ismert első feljegyzés 1773-ból datálódik,[b.] aminek egyik kézenfekvő magyarázata az lehetne, hogy a szó ennél nem sokkal régebbi, de tény, hogy a népköltészetünk iránti tudatos érdeklődés a 18. század közepe tájára tehető irodalmunkban és közgondolkodásunkban,[a.] így a témával kapcsolatos feljegyzések többnyire csak később születtek.
A Magyar néprajzi lexikon – Kunszery Gyula kutatásaira hivatkozva – idézi Tárkányi Béla 1846-os, karlsbadi és gasteini útjáról szóló naplóbejegyzését: „A meséshírű Oberenczián keresztül estére Mölkbe értünk.” Ez arra enged következtetni, hogy az Óperencia Felső-Ausztria tartomány német nevének („Österreich ob der Enns”, vagyis az Enns folyó feletti Ausztria, ugyanis Alsó- és Felső-Ausztria határa a Duna jobb parti részen az Enns folyó volt) félrehallásával kapta nevét, az Óperenciás-tenger a feltételezések szerint a salzkammerguti tavakkal azonosítható. A kifejezéseket valószínűleg az alsó-ausztriai Welsben állomásozó magyar huszárok használták először „távoli hely”, illetve „az ismert terület határa” értelemben. Amennyiben Óperencia Felső-Ausztriát jelenti, úgy a túl az Óperencián kifejezés a napóleoni háborúk korának katonái számára a Habsburg Birodalmon túli országokat, vagyis a külföldet jelentette, ahová háborúba kellett menni. A néprajzi lexikon további olvasmányként Györffy György egy tanulmányát, A honfoglalásról újabb történeti kutatások tükrében (Valóság, 1973, 7. sz.) címűt ajánlja.
Közismert az a feltételezés, hogy a szó eredete a 10. századi kalandozások koráig vezethető vissza, amikor a magyar seregek az Ennsen túlról hozták zsákmányukat és regényes történeteiket. Ebben az időben ugyanis mintegy fél évszázadig az Enns volt a nyugati gyepűk határfolyója, a folyó politikailag és kulturálisan is határt képzett a Duna völgyében.
Bár az Enns folyó neve és a német előtag hangzása jogosan feltételezi valamelyik folyóhoz köthető teóriát, de teljes mértékben az se kizárható, hogy egyik elmélet se igaz, és minden hasonlóság ellenére a kifejezés nem kötődik az Ennshez. Egy harmadik elképzelés ugyanis az Ober Bregenz meghatározásra vezette vissza. Beöthy Zsolt a Bregenzben állomásozó magyar huszársághoz kötötte a 19. század végén az Óperencia, Bergengócia és az üveghegyek kifejezéseket, Katona Lajos pedig az osztrák helyőrségekből hazaérkező katonákhoz kötötte az Óperencia kifejezést.
A Magyar Nyelvőrben többször foglalkoztak a kifejezések etimológiájával. Steuer János írása 1886-ban Tibériás-tenger, Óperenciás-tenger, Bergengócia címmel, Dömötör Sándor tanulmánya 1948-ban Az Óperenciás-tenger és a valóság címmel, Kunszery Gyula egyik műve 1964-ben Óperencia címmel jelent meg.
Makkay János szerint az Óperencia, Óperenciás-tenger kifejezés az avarok révén került a magyar nyelvbe.
„A kései avarok országának gyepűhatárai pedig hosszú ideig egészen az Enns folyó dunai torkolatáig terjedtek: az Alpok hóval-jéggel fedett üveghegyei mellett található mesebeli Óperenciáig. Az Árpádok országának egykori nyugati széle korábban két évszázadig szolgált gyepűhatárként az avarok birodalma és a kelet felé igyekvő germánok, bajorok, frankok között. A mesebeli meghatározás – túl az Óperenciás-tengeren, az Üveghegyeken is túl – az avar kori magyarság nyelvén az Enns menti országhatáron túlit, a naplemente felé eső idegen messzeséget jelentette. Innen, az avarság korából maradt meg a magyar nyelvben az Óperenciás-tenger emlékezete, hiszen az Árpádok hatalma sohasem terjedt ki tartósan az Enns folyóig. Ez a kifejezés – Óperenciás-tenger – és értelmezése kizárólag a régi magyar nyelv fordulata, semmilyen más nyelvnek nem lehetett felfedezése, és semmilyen más nyelven nincs sem értelme, sem jelentése vagy megfejtése. Éppen úgy, mint Bécs város nevének sincs: Vindobona magyar neve németül nem jelent semmit.”
Körmendi Ferenc szerint Bécs magyar neve avar eredetű: becs jelentése őrzőhely.